# Niekraszuńce
Niekraszuńce (biał. Некрашунцы; ros. Некрашунцы) – wieś na Białorusi, w obwodzie grodzieńskim, w rejonie werenowskim, w sielsowiecie Dociszki.

## Historia
Dawniej Niekraszuńce były centrum mniejszości tatarskiej, która zamieszkiwała okoliczne wsie. Według miejscowej tradycji tutaj znajdował się jeden z najstarszych meczetów w Rzeczypospolitej.
Według źródeł pisanych w roku 1832 nastąpiła przebudowa meczetu, więc drewniany meczet był tu co najmniej od XIX w. Wyremontowany na początku XX w. z fundacji m.in. rządu Królestwa Egiptu i amerykańskiej diaspory tatarskiej oraz dwa mizary, z najstarszymi znanymi pochówkami z XIX w.
W czasie I wojny światowej meczet został spalony przez wojska niemieckie. W dwudziestoleciu międzywojennym wieś leżała w Polsce, w województwie nowogródzkim, w powiecie lidzkim, w gminie Raduń. Meczet odbudowano w 1926 r.
Po II wojnie światowej znalazła się w granicach Związku Sowieckiego. Tatarzy, jako przedstawiciele stanu szlacheckiego, zostali poddani prześladowaniom. Wielu z nich, w tym niekraszuński mułła, skorzystało z reperacji i wyjechało w nowe granice Polski. Pola zostały znacjonalizowane i weszły w skład kołchozu. Muzułmanów ze strony nowej władzy dotknęły również prześladowania religijne. W latach 50. komuniści rozebrali meczet, a pozyskane z rozbiórki materiały przeznaczyli na budowę budynków kołchozowych. Obecnie w Niekraszuńcach nie ma już Tatarów.